# 로다운 30
로다운 30(영어: Lowdown 30)은 대한민국의 록 밴드이다.
블루스와 클래식 록을 기반으로 하여 다양하고 폭넓은 음악적 스펙트럼을 펼치고 있는 트리오 편성의 밴드.

## 구성원
- 윤병주 - 보컬, 기타 (노이즈가든 출신)
- 김락건 - 베이스 (존도우 출신)
- 이현준 - 드럼

### 이전 구성원
- 이상문 - 베이스
- 이민우 - 드럼
- 김태현 - 드럼
- 최병준 - 드럼

## 음반

### 정규 앨범
- 1집 Jaira (2008년 12월 10일, 석기시대레코드)
- 2집 1 (2012년 3월 6일, 석기시대레코드)
- 3집 B (2017년 3월 15일, 붕가붕가레코드)

### EP 앨범
- Another Side Of Jaira (2010년 8월 5일, 석기시대레코드)

### 디지털 싱글
- 아스팔트 feat. 주석 (2011년 11월 25일, 석기시대레코드)
- 서울의밤 (Sion Mix) (2012년 2월 13일, 라운드앤라운드)
- 너무긴여행 feat. 조원선 (2013년 11월 25일, 석기시대레코드)[1]
- 더뜨겁게 feat. 김오키 (2015년 6월 3일, 붕가붕가레코드)
- 인수김블루스 (2016년 5월 12일, 붕가붕가레코드/왕코프로덕션)
- 그땐왜 (2017년 2월 16일, 붕가붕가레코드)
- Pinecone Rock w/ 제이통 (2018년 2월 8일, 붕가붕가레코드)
- 반나절이지나도 feat. 라이언클래드 (2020년 2월 2일, 붕가붕가레코드)

### 컴필레이션
- Seoul Seoul Seoul (2012년 3월 6일, 라운드앤라운드) 수록곡 "서울의밤 (Sion Mix)"
- 블루스더, Blues (2012년 10월 5일, 붕가붕가레코드) 수록곡 "한마디만해줘요"

### 참여 앨범
- 미미시스터즈 <미안하지만... 이건 전설이 될 거야> (2011년 3월 15일, 붕가붕가레코드) 참여곡 "대답해주오" (작사/작곡/연주)
- 다이나믹듀오 <DIGILOG 2/2> (2012년 1월 4일, 아메바컬처) 참여곡 "혹으로알아 (Innocent Prisoner)" (작곡/연주)
- 제이통 <모히칸과 맨발> (2012년 10월 8일) 참여곡 "구구가가" (편곡/연주)
- 제이통 <이정훈> (2015년 9월 1일) 참여곡 "갈" (작편곡/연주), "찌찌뽕" (편곡/연주)
- 제이통 "오직직진" 디지털 싱글 (2019년 3월 28일, 작편곡/연주)

### 뮤직 비디오
- 아스팔트 feat. 주석 (2011년) 감독 - 강규헌
- 거리의먼지처럼 (2012년) 감독 - 김성욱
- 처연 (2012년) 감독 - 강규헌
- 너무긴여행 (2013년) 감독 - 박유석
- 더뜨겁게 feat. 김오키 (2015년) 감독 - 손경호
- 인수김블루스 (2016년) 감독 - 김광일
- 그땐왜 (2017년) 감독 - 이주호
- 가파른길 (2017년) 감독 - 서동혁 aka FLEV

## 수상
- 2012년 한국대중음악상 최우수 록 노래 노미네이트 - 싱글 "아스팔트" 한국대중음악상홈페이지 2012 보관됨 2014-03-31 - 웨이백 머신
- 2012년 이매진어워드 올해의 앨범 10 - 2집 <1> 이매진어워드 페이지 2012
- 2013년 한국대중음악상 올해의 음반/최우수 록 음반 노미네이트 - 2집 <1> 한국대중음악상홈페이지 2013 보관됨 2014-01-03 - 웨이백 머신
- 2016년 한국대중음악상 최우수 록 노래 수상 - 싱글 "더뜨겁게 feat. 김오키" 한국대중음악상홈페이지 2016 보관됨 2017-03-03 - 웨이백 머신
- 2018년 한국대중음악상 최우수 록 음반 수상 - 3집 [B] 한국대중음악상홈페이지 2018 보관됨 2018-03-03 - 웨이백 머신

## 인터뷰
- [뮤지션인터뷰] 로다운 30 “오리지널리티를 만들고자 했다”[2]
- [뉴욕씨를 만나다] ENWD 3-012 한국 음악계의 타노스, 기타리스트 윤병주님 https://enwd.net/2022/06/25/한국-음악계의-타노스-윤병주님/